# Cihanjuang (Parongpong)
Cihanjuang is een bestuurslaag in het regentschap Bandung Barat van de provincie West-Java, Indonesië. Cihanjuang telt 17.119 inwoners (volkstelling 2010).